# サルサガムテープ
サルサガムテープは、かしわ哲率いる知的障害者達の日本の音楽バンド。

## 概要
1994年、かしわ哲が知的障害者達を集め結成。1996年にはスウェーデンでの海外ライブを行った。結成5年目に、まひるのほしでメジャーデビュー。1999年4月、NHKの音楽番組「みんなのうた」で、「まひるのほし」が放送となった。その後もCDを幾枚も発売した。2003年11月には、忌野清志郎との共作「ONABE」を発表。後に、日本テレビの番組「どっちの料理ショー」エンディングテーマに採用された。(2005年1〜3月)そして、忌野清志郎に「ロックンロールの原型」と賞賛された。2005年にTHE BLUE HEARTSのドラムをしていた梶原徹也が参加。また、「リラックスNO.1」が2005スペシャルオリンピックス長野の公式サポートソングに選ばれた。2016年にはAI presents「みんながみんな主役　Night」で日本武道館のステージに出演。2017年にSOIL&"PIMP"SESSIONSのサックスをしていた元晴が参加。2021年には「アイタイ!」が世界11ヵ国でカバーされた。

## メンバー
- かしわ哲 - ボーカル、ギター

おかあさんといっしょ5代目うたのおにいさん。
- 梶原徹也- ドラム

THE BLUE HEARTSの元メンバー。
- 元晴 - サックス

SOIL&“PIMP\"SESSIONSの元メンバー。
- 西藤ヒロノブ - ギター、ウクレレ

- 日野\"JINO\"賢二 - ベース

- 大山渉 - トランペット

BimBomBam楽団のメンバー。PE'Zの元メンバー。
- 徳田雄一郎 - サックス